# 福基斯州
福基斯州（希臘語：Φωκίδα、foˈkiða；古希臘語：Φωκίς、foˈkis）是希臘中希臘大區西南部的一個旧州，南臨科林西亞灣。面積2120.564平方公里，2005年人口49,576人。首府阿姆菲薩。
下分12市。